# Leon Spinks
Leon Spinks (født 11. juli 1953 i St. Louis, Missouri, USA, død 5. februar 2021) var en amerikansk bokser og tidligere verdensmester i sværvægt.
Han vandt en olympisk guldmedalje i boksning i letsværvægt under OL i 1976.
Spinks skrev boksehistorie, da han 15. februar 1978, allerede i sin ottende professionelle kamp vandt verdensmesterskabet i sværvægt ved at besejre en aldrende Muhammad Ali i kamp ovr 15 omgange i Las Vegas. Spinks tabte dog returen syv måneder senere i New Orleans.
Han var ældre bror til Michael Spinks, der også vandt guld ved OL i 1976 og også blev professionel verdensmester i sværvægt og forinden i letsværvægt.